# 無黨籍
無黨籍，又稱無黨派、無黨派人士、无所属、獨立人士，是指不屬於任何政黨的公職人員，或不使用其黨籍參與政治事務的人。在選舉時又稱無黨籍候選人、獨立候選人。值得注意的是，無黨籍人士可能有政治黨派傾向及背景，不代表其絕對是中間派。

## 各地發展

### 中華民國
在戒嚴的黨禁時期，許多反對中國國民黨一黨專政的民主運動人士多以無黨籍身分參選，與一般的無黨派人物區隔，而稱黨外運動，並曾多次在地方選舉中當選，較著名的有臺北市高玉樹、桃園縣（今桃園市）許信良、嘉義市許世賢、宜蘭縣陳定南等人。此外退出國民黨多年的王雲五曾兩度擔任行政院副院長，甚至短暫代理行政院長。在解除黨禁後，政黨政治逐漸成形、黨外人士大多加入民主進步黨。
由於選舉必須有大筆的開銷，以個人身分參選負擔極重，故目前臺灣的縣級以上的選舉（如立法委員、直轄市長、縣市長）中無黨籍當選者逐漸減少。無黨籍人士大多分布在基層的地方首長、民意代表，如鄉鎮市（區）長、村里長、鄉鎮市民代表等職務，多代表地方派系及勢力，而在立法委員之中更為少見；例如2020年立法委員選舉，無黨籍僅4席;2024年立法委員選舉，無黨籍更僅有2席。
2014年地方選舉，在野陣營整合出線的無黨籍候選人柯文哲當選臺北市市長，是首位無黨籍的民選直轄市市長。2018年成功連任，但2019年8月他成立台灣民眾黨並出任黨魁，結束無黨籍身分。
2016年總統選舉，前衛生署署長陳建仁與民進黨籍總統候選人蔡英文搭擋競選，當選為行憲後首位無黨籍副總統。
上述選舉後，張善政、林全先後擔任閣揆，兩人分別是國民黨政府和民進黨政府首次正式任命的無黨籍行政院長。但尚未出現無黨籍人士當選或继任過中華民國總統職位。

### 中华人民共和国
在中华人民共和国的中國共產黨領導的多黨合作和政治協商制度中，还包括无党派人士。在新民主主义革命时期，一般称无党无派的知名人士为社会贤达或党外人士。1949年中国人民政治协商会议成立后，专门设立了无党派民主人士界别。关于无党派人士的性质，周恩来认为，无党派人士是“没有党派组织的有党派性的民主人士”。无党派人士不等于无党派群众，中共中央在2005年专门下发了一份文件，叫《中共中央关于进一步加强中国共产党领导的多党合作和政治协商制度的意见》，这里面明确了无党派人士需要具备的三个条件：第一条是没有参加任何党派；第二条是对社会有积极贡献和一定影响的人士；第三条要求主体是知识分子。
諸如提出中华人民共和国国名的张奚若、建议用《义勇军进行曲》作为国歌的画家徐悲鸿都是无党派人士。改革开放后的无党派人士主要有杂交水稻之父袁隆平、中华人民共和国卫生部部长陈竺（加入中国农工民主党之前）、世界银行高级副行长兼首席经济学家林毅夫、腾讯首席执行官马化腾、小米集團创始人雷军等。

#### 香港
在香港，區議會及昔日的市政局與區域市政局有較多無黨籍人士；而2007年香港區議會選舉至2019年香港區議會選舉期間，為數不小的無黨籍人士皆為建制派，而立法會則相對較少。現今大部分無黨籍的立法會議員都是循選舉委員會界別及功能組別晉身。此外，由於香港的選舉法例規定行政長官不可從屬任何政黨，故現時歷任行政長官均為無黨籍人士，但都有建制派背景及支持。香港不少行政會議成員、特區政府政治任命官員、區議會及立法會議員都是無黨籍人士，但都有建制派背景。

### 日本
日本無黨籍人士稱無所屬（／ Musyozoku）。二戰前的日本首相以無黨籍居多，原因在於當時日本的政黨政治尚未蓬勃發展，而戰後至今則未再出現無黨籍首相。在國會裡無黨籍的眾議員及參議員也相當少見。例如眾議院目前以自由民主黨占約60%的席次。
目前日本的無黨籍人士大多分佈在各都道府縣的地方首長或地方議會議員，然而無黨籍人士參選通常有政黨在背後支持及資助。由於日本政黨較常以複數黨派推薦一位候選人，因此即使候選人本身具有黨籍但仍以無黨籍登記，而非以其中一個支持政黨登記。通常政黨所屬的議會議員參選首長會在形式上離黨，並領有政黨推薦書，以無黨籍身分獲得複數政黨推薦參選（亦可能當下以無黨籍參選，選後公布政黨身分）。
之所以這樣做的原因是因為地方首長代表整個行政區，若以單一政黨參選反而會使支持度下降。例如自由民主黨在都道府縣地方議員雖是多數但只有約47%，而自民黨在市区町村議会只有不到10%使該黨排名第3位。
當前在都道府縣知事唯一由政黨提名的是大阪府知事吉村洋文，由地方政黨大阪維新會所公認（提名），其餘46個都道府縣知事均以無黨籍參選，而市町村區長1740人中有1732人（99.5%）為無黨籍。市區町村議會中也有多到70%（29,839位中有20,958位，截至2018年12月）為無黨籍。

### 
在澳大利亞，較少有独立候选人当选澳大利亚国会议员，在州议会则较常见，在議會內的獨立人士若執政黨在議會不過半，通常在談判期間答應支持少數政府，而澳大利亞參議院，因為比例代表制的選舉制度，工黨和保守派聯盟多年來在參議院長期未過半，其他政党及獨立人士在參議院長期有制衡作用。

### 其他國家和地區
國際上仍有以無黨籍的身分擔任總統或政府首腦等重要公職的例子，如：美國、法國、德國、俄羅斯等；其中以獲選為第一及第二屆美國總統後自願放棄權力而不再續任的喬治·華盛頓最為著名，使美國形成總統任職不超過兩屆的不成文慣例，更在日後促成限制總統任職不超過兩屆的美國憲法第二十二修正案。在不少議會制國家中，總統作為虛位元首，上任後會中止與其所屬政黨的黨籍成為無黨派人士，或當選後退出所屬的政黨，以示政治中立；在部分具有指標性的公職如英國的上、下議院議長亦有任內脫離黨派以示中立性的慣例。
在美國各州的議會，雖然絕大部分均是民主黨和共和黨成員，但仍有獨立人士當選的情況，亦有些具有影響力的政界人士選擇將政黨註冊為無黨籍，然而獨立人士仍有可能存在政治傾向，例如現時在美國參議院的兩名獨立人士（佛蒙特州的伯尼·桑德斯、緬因州的安格斯·金）便加入民主黨黨團。

## 参見
- 政黨政治
- 无所属议员